# Alessandro Malvasia
Alessandro Malvasia (* 26. April 1748 in Bologna; † 12. September 1819 in Ravenna) war ein italienischer Geistlicher und Kardinal der Römischen Kirche.

## Leben

### Herkunft und frühe Jahre
Er war der Sohn des conte Cesare Alberto Malvasia Gabrielli († 4. Juni 1768) und dessen Ehefrau Junipera Gozzadini. Die ursprünglich aus Gubbio stammende Familie gehörte zum Patriziat von Bologna. Sein älterer Bruder Giuseppe Malvasia Gabrielli wurde später Senator von Bologna, diesem übertrug Alessandro Malvasia am 2. Januar 1771 sein Erbteil und erhielt im Gegenzug eine beträchtliche jährliche Rente. Er studierte zwei Jahre lang beiderlei Rechte an der Universität von Bologna, bevor er nach Rom ging, um seine juristische Bildung zu vervollständigen. Am 30. Oktober 1769 wurde er in Bologna zum Kleriker tonsuriert und am 25. Mai 1770 von der Universität in Rom zum Doctor iuris utriusque promoviert.

### Kirchliche Laufbahn
Am 7. März 1771 trat Alessandro Malvasia in den Dienst der Kurie. Als Päpstlicher Hausprälat nahm er zunächst einige untergeordnete Positionen in der Verwaltung des Kirchenstaates ein, bevor er am 1. Oktober 1783 für die Stadt Bologna zum Auditor der Römischen Rota ernannt wurde. Die Priesterweihe empfing er am 19. Juni 1789 und wurde im November desselben Jahres zum Vikar an Santa Maria in Trastevere ernannt.
Im Zuge der ersten Wiederherstellung des Kirchenstaats nach der französischen Besetzung ordnete ihn Papst Pius VII. am 9. Juli 1800 der außerordentlichen Kongregation zur Wiedererlangung der während der französischen Besatzung Roms enteigneten Güter (italienisch Congregazione deputata per gli acquisti fatti nel tempo della rivoluzione) bei. Ferner wurde Alessandro Malvasia zum Konsultor der Ritenkongregation sowie zum Apostolischen Protonotar ernannt. Im Februar 1801 wurde er zudem Assessor der Kongregation für die Römische und Allgemeine Inquisition.
Während der zweiten französischen Besetzung Roms zog Alessandro Malvasia sich zu seiner Familie zurück, nach dem Ende der Okkupation wurde er wieder in alle Ämter eingesetzt.

### Kardinalat und Tod
Im Konsistorium vom 8. März 1816 nahm ihn Papst Pius VII. als Kardinalpriester in das Kardinalskollegium auf. Den roten Hut erhielt Alessandro Malvasia am 11. März desselben Jahres, und am 29. April 1816 wurde ihm Santa Croce in Gerusalemme als Titelkirche zuerkannt. Vom 6. September 1816 bis zu seinem Tod war er Apostolischer Legat in der Stadt und Provinz Ravenna.
Beigesetzt wurde er in der Kirche Sant’Apollinare in Classe in Ravenna.